# Josef Vlay
Josef Vlay (* 19. Juni 1959) ist ein ehemaliger deutscher Fußballspieler. In der DDR-Oberliga, der höchsten Spielklasse im DDR-Fußball, bestritt er für den FC Rot-Weiß Erfurt 195 Spiele, in denen er 40 Tore erzielte.

## Sportliche Laufbahn

### Club- und Vereinsstationen
Mit 14 Jahren begann Josef Vlay im Nachwuchs des FC Rot-Weiß Erfurt und rückte später ins Nachwuchsoberligateam auf. In der Saison 1977/78 bestritt er seine ersten Spiele in der DDR-Oberliga. Seinen ersten Einsatz hatte er am 1. April 1978 in der Begegnung Rot-Weiß Erfurt – FC Carl Zeiss Jena (2:1). Danach wurde er noch in vier weiteren Oberligaspielen aufgeboten. Viermal stand er in der Startelf und spielte als Stürmer auf der linken Bahn. Zur Spielzeit 1978/79 erschien der 1,80 Meter große Sportlehrerstudent erstmals im offiziellen Oberligaaufgebot des FC Rot-Weiß. Bei seinen elf Einsätzen stand er nur dreimal von Beginn an in der Mannschaft, schoss aber am 3. Spieltag gegen Sachsenring Zwickau sein erstes Oberligator. Mit seinen elf Oberligaspielen 1979/80 zählte Vlay nicht zur Stammelf der Erfurter. Als Einwechselspieler wirkte er im Endspiel um den FDGB-Pokal am 17. Mai 1980 mit. Bei der 1:3-Niederlage nach Verlängerung gegen den FC Carl Zeiss Jena kam Vlay erst in der 96. Minute für Manfred Vogel auf den Platz.

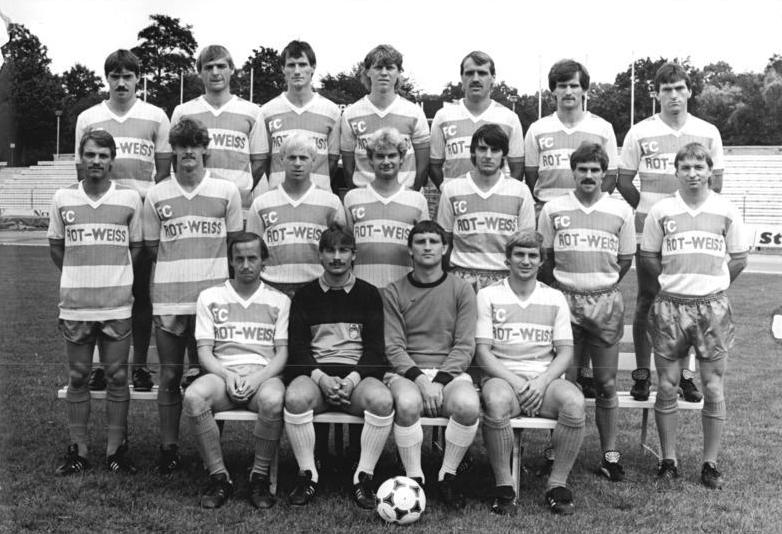
Josef Vlay (hintere Reihe, Zweiter von rechts) im Aufgebot des FC Rot-Weiß Erfurt vor der Saison 1986/87

Erst 1980/81 konnte er sich in die Stammelf spielen, denn er bestritt 23 der 26 Punktspiele, in denen er überwiegend im Mittelfeld aufgeboten wurde. Seinen Stammplatz konnte er nur noch in der folgenden Saison behaupten, in der er wieder im Mittelfeld alle Punktspiele absolvierte und sich mit seinen sieben Treffern auch als erfolgreicher Torschütze auszeichnen konnte. Seine Trefferzahl konnte er 1982/83 mit acht Treffern noch erhöhen, er wurde auch wieder in allen 26 Oberligaspielen eingesetzt, war aber nur in 17 Partien 90 Minuten auf dem Feld. Bis 1986 bestritt Vlay die Mehrzahl der 78 Oberligapunktspiele, aber er stand nur 44  Mal in der Startelf. In der Spielzeit 1984/85 war er mit seinen acht Treffern hinter Uwe Weidemann (12) zweitbester Schütze der Erfurter. 1986/87 kam er nur noch 16 Mal in der Oberliga zum Einsatz, jedoch nur zehnmal über die volle Spieldauer. Diese Spiele bestritt er als Stürmer und erzielte am 13. Spieltag gegen Fortschritt Bischofswerda den einzigen Hattrick seiner Oberligakarriere. Seine letzte Oberligasaison bestritt Vlay 28-jährig 1987/88. Zwischen dem 12. und 18. Spieltag wurde er nur noch fünfmal als Einwechselspieler aufgeboten.
Von der Saison 1988/89 an spielte Josef Vlay für die BSG Robotron Sömmerda sowie den aus dieser Betriebssportgemeinschaft nach der Wende entstandenen FSV Sömmerda in der zweitklassigen DDR-Liga. Bis zum Ende des eigenständigen ostdeutschen Ligenbetriebes 1990/91 kam er auf 64 Punktspieleinsätze und erzielte dabei zehn Treffer. Nach dem Ende seiner Fußballerlaufbahn war Vlay als Sportlehrer tätig.

### Auswahleinsätze
Seine konstanten Leistungen und die damit verbundene Torgefahr aus dem Mittelfeld machten den Erfurter Anfang der 1980er-Jahre auch für die Auswahlverantwortlichen des DFV interessant. 1982 und 1983 kam Josef Vlay so zu zwei Länderspielen mit der DDR-Olympiaauswahl.